# Thamāniyat Ajrās
Thamāniyat Ajrās är kullar i Egypten.   De ligger i guvernementet Al-Wadi al-Jadid, i den sydvästra delen av landet, 1 000 km sydväst om huvudstaden Kairo.